# Polemarco
Polemarco (em grego: πολέμαρχος, transl. polémarkhos) era, na Grécia Antiga, um título militar utilizado por diversas poleis para se referir ao comandante supremo de suas tropas. O título é formado por duas palavras, polemos ("guerra") e arkhon ("líder"), e pode ser traduzida como "senhor de guerra".

## Grécia Antiga

### Atenas
O mais célebre dos polemarcos provavelmente foi o archōn polemarchos ateniense. O cargo foi criado porque os reis eram fracos na guerra, sendo o primeiro polemarco Íon. Pertencia à categoria de magistrados chamados de arcontes, originalmente era um comandante do exército, porém após 487-486 a.C., quando os magistrados atenienses passaram a ser indicados por sorteio, as funções militares passaram a ser ocupadas pelos estrategos. O cargo também tinha funções religiosas e jurídicas.

### Esparta
Na nova estrutura do exército de Esparta, introduzida em algum período da Guerra do Peloponeso, um polemarco era comandante de uma mora de 576 homens, um dos seis que saíam em campanha no exército espartano. Ocasionalmente eram indicados para chefiar exércitos inteiros. Os seis polemarcos espartanos parecem ter tido o mesmo poder que os reis durante as expedições militares fora da Lacônia, e geralmente eram descendentes das casas reais. Faziam parte do conselho do exército real e da escolta (δαμοσία, damosía) real. Supostamente eram representados por oficiais (συμφορεῖς, symphoreis). Os polemarcos também eram responsáveis pelas refeições públicas, já que, pelas leis de Licurgo, os lacedemônios deveriam comer e combater no mesmo grupo. Juntamente com suas responsabilidades militares, os polemarcos eram responsáveis por algumas tarefas jurídicas e civis (da mesma forma que o archōn polemarchos, em Atenas).

### Beócia
Diversas cidades da Beócia davam o título de polemarco ao líder de suas forças militares. Tebas, por exemplo, tinha dois polemarcos - possivelmente eleitos anualmente.